# Dornier Do 22
Le Dornier Do 22 est un hydravion à flotteurs militaire allemand de la Seconde Guerre mondiale, réalisé par la société Dornier.

## Pays opérateurs
- Royaume de Grèce (12 exemplaires)
- Royaume de Yougoslavie (12 exemplaires)
- Finlande (4 exemplaires destinés à l'origine a la Lettonie non livrés avant l’annexion du pays par l'URSS)

## Variantes
- Do 22 KG
- Do 22 KJ
- Do 22 KL
- Do 22 L

## Aéronefs comparables
- Arado Ar 95
- Arado Ar 196
- Arado Ar 199